# Pseudochariesthes nigroguttata
Pseudochariesthes nigroguttata är en skalbaggsart som först beskrevs av Aurivillius 1908.  Pseudochariesthes nigroguttata ingår i släktet Pseudochariesthes och familjen långhorningar.
Artens utbredningsområde är Kenya. Inga underarter finns listade i Catalogue of Life.